# Eresia brunhilda
Eresia brunhilda är en fjärilsart som beskrevs av Johannes Karl Max Röber 1913. Eresia brunhilda ingår i släktet Eresia och familjen praktfjärilar. Inga underarter finns listade i Catalogue of Life.